# كأس السوبر الآسيوي 2001
كأس السوبر الآسيوي 2001 هي بطولة كأس السوبر الآسيوي السابعة، لعبت المبارة بين سوون سامسونغ بلووينغز الكوري الجنوبي الفائز في بطولة الأندية الآسيوية والشباب السعودي بطل كأس الكؤوس الآسيوية 2001.

## المبارة
| الفريق الأول          | إجم. | الفريق الثاني | مباراة الذهاب | مباراة الإياب |
| --------------------- | ---- | ------------- | ------------- | ------------- |
| سوون سامسونغ بلووينغز | 4–3  | الشباب        | 2–2           | 2–1           |

### المباراة الأولى
| سوون بلو وينغز                          | 2 – 2 | الشباب                              |
| --------------------------------------- | ----- | ----------------------------------- |
| دينيس لكتيونوف 26' · ساندرو كاردوسو 55' |       | عبد الله الشيحان 14' · عمر حاسي 86' |

### المباراة الثانية
| الشباب              | 1 – 2 | سوون بلو وينغز                     |
| ------------------- | ----- | ---------------------------------- |
| عبد الله الواكد 48' |       | لي كي هيونغ 49' · سيو جونغ وون 57' |